# Бил Каулиц
Бил Каулиц (на немски: Bill Kaulitz) вокал на немската поп-рок група Токио Хотел.

## Детство
Роден е в Лайпциг, Германия на 1 септември 1989 г. 10 минути след еднояйчния си брат-близнак Том. Родителите им, Симоне и Йорг Каулиц, се разделят когато близнаците са само на 3. На 1 август 2009 майка им се омъжва за дългогодишния си приятел Гордън Трюмпер.
Бил показал ранен интерес към пеенето, както Том към свиренето на китара. Новият им баща забелязал, че се интересуват от музика и ги подтикнал към създаването на собствена банда (The Black Questionmark). Според интервюта близнаците казват, че са започнали да пишат музика на 7. В училището, в което учат често са обект на подигравки заради екстравагантността на визията си. Когато кариерата им започва да се развива те напускат училище и завършват образованието си с частни учители и интернет уроци.

## Кариера
На 10-годишна възраст, The Black Questionmark започнали да свирят на живо в Магдебург, близо до родния си град Лойче. Те изнасяли малки изпълнения, и публиката се наслаждавала, но не били доста познати. Те нямали басист и барабанист, затова разчитали на клавишни, за да компенсират отсъствието на тези инструменти. Когато станали на 12 близнаците срещнали Георг Листинг (тогава на 14) и Густав Шефер (тогава на 13) сред публиката на едно от представленията. Георг и Густав били приятели и след като харесали това, което чули и видяли, поискали да се присъединят към групата. Трябвало да измислят ново име и избрали Devilish (дяволско), когато видяли в едно списание да пище, че групата има дяволско звучене. Четиримата продължили да свирят, но нищо не се получавало докато Бил не се записал за участие в немската версия на реалити шоуто Star Search.
През 2006 Бил озвучавал Артур в немския вариант на филма Артур и минимоите, а по-късно през 2009 бил повикан да озвучава и втората част на филма.
След няколко доста успешни тура и в началото на тур 1000 Hotels на 14 март 2008, Бил започнал да изпитва проблеми с гласа си по време на концерт във Франция. Той започнал да пуска публиката да пее по често и сетлистът бил съкратен от 21 на 16 песни. Два дни след изнцидента във Франция, Токио Хотел отменили шоу в Лисабон, точно преди да започне. Том, Густав и Георг излезли на сцената за де се извинят за отмяната на концерта. Бил се върнал в Германия, за да се види с доктор. Открили киста в лявата гласна струна на певеца, която трябвало да се премахне. Операцията била извършена на 30 март 2008. На Бил му било забранено да говори следващите 10 дни, а след това претърпял едномесечна рехабилитация.

## Публичен образ
Бил е известен със странния си начин на обличане. Немският сайт dw-world.com казва, че младите години и бодливата прическа му помогнали да стане идол за много тийнейджърки. Певецът прави сам много от сценичните си тоалети. Той казва, че е тотално луд по кожени якета и споделя че има стотици от тях, но не от истинска кожа. Бил споделя, че стила му е вдъхновен от Дейвид Боуи – по-точно героят му във филма Лабиринт – Нена, Вампири, парижки магазини втора ръка.
През август 2008 е избран за най-привлекателен певец от читателите на испанското списание ¡Hola!. Той също получава фигура от восък в музея на мадам Тюсо в Берлин готова на 30 септември 2008. На 19, бил дублиран, което го направило най-младия с такава фигура в музея. През декември същата година станал мъж на годината #6 по новините на MTV. Бил открил и закрил ревюто Есен/Зима на Dsquared2.

## Дискография
- Schrei (Крещи) (2005)
- Schrei so laut du kannst (Крещи колкото можеш по-силно) (2006)
- Zimmer 483 (Стая 483) (2007)
- Scream (Крещи) (2007) (Американско издание)
- Humanoid (Хубаноид) (2009) (английска и немска версия)
- Best of (Компилация на най-добрите песни на групата) (2010)
- Kings of Suburbia (Кралете на предградията) (2014) (Американско издание)
- „Dream machine“ (2017) (Американско издание)

1. ↑  1172820090 //  Колективен нормативен архив.   Посетен на 30 септември 2023 г. (на немски)